# Live at Woodstock: August 19, 1969
Live at Woodstock: August 19, 1969 es un álbum en vivo de la cantante de rock y blues estadounidense Janis Joplin, publicado el 1 de abril de 1999. Contiene la presentación de Joplin en el festival de Woodstock el 19 de agosto de 1969.

## Lista de canciones
1. «Raise Your Hand»
2. «As Good as You've Been to This World»
3. «To Love Somebody»
4. «Summertime»
5. «Try (Just a Little Bit Harder)»
6. «Kozmic Blues»
7. «I Can't Turn You Loose»
8. «Work Me, Lord»
9. «Piece of My Heart»
10. «Ball and Chain»